# مشروع إليوسترس

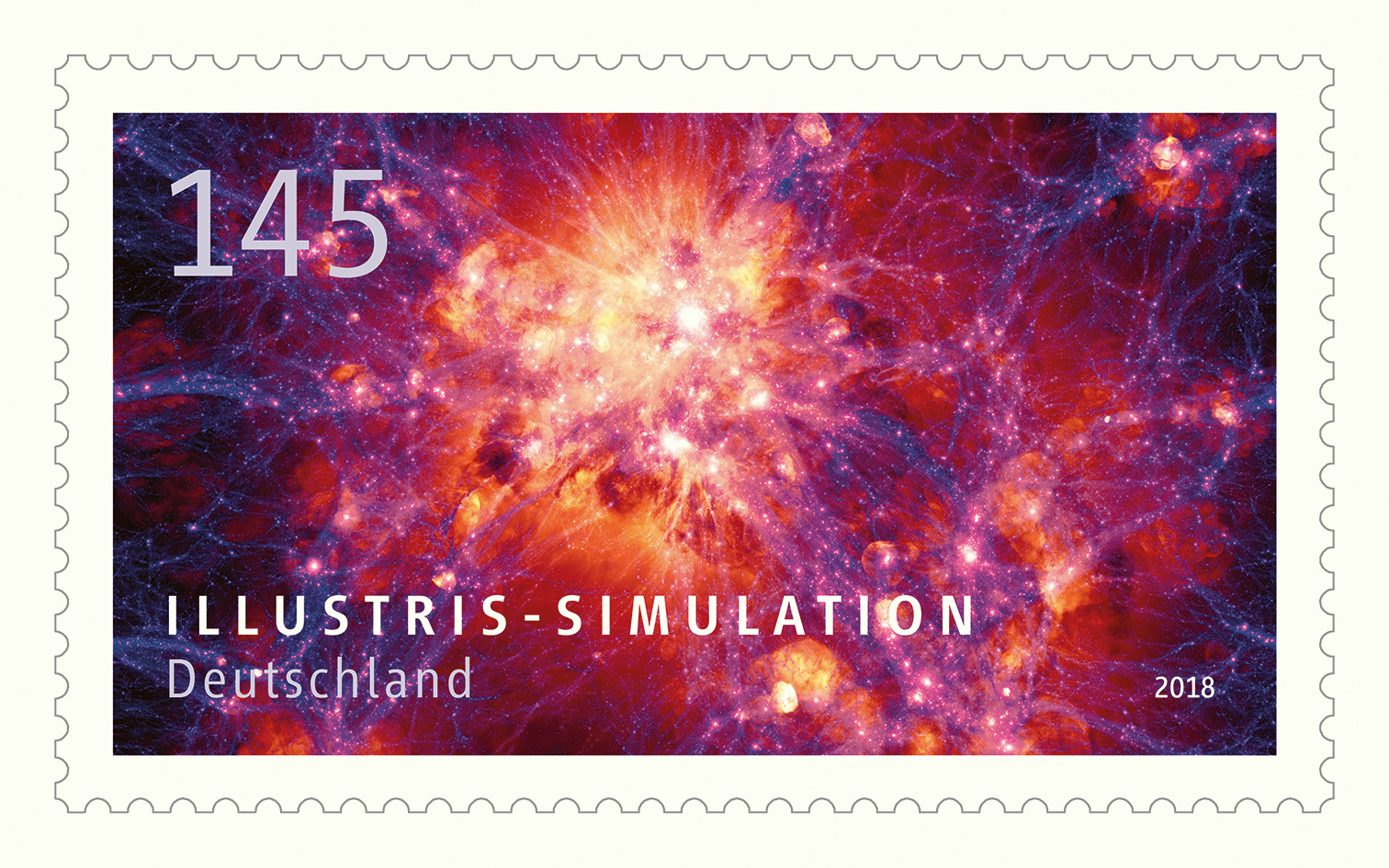
محاكاة

يتمثّل مشروع إلوسترِس بسلسلة متواصلة من عمليات المحاكاة الفيزيائية الفلكية تديرها مجموعة عالمية من العلماء، ويتضمن عمليات محاكاة إلوسترِس المُنجزة عامة 2014، وإلوسترس تي إن جي (50، 100، 300) المُنجزة عام 2018، ويكمن هدف هذا المشروع في دراسة عمليات تشكل المجرات في الكون وتطورها بواسطة نموذج تجسيدي شامل، وقد وُصفت نتائجه الأولى في عدد من المنشورات وتَلت ذلك تغطية إعلامية واسعة، وأطلق المشروع جميع البيانات التي أنتجتها عمليات المحاكاة للعامة في نيسان/أبريل عام 2015، علماً أن الألمانيين فولكر سبرينغل ومارك فوغلسبيرغر هما من تولّى قيادة هذا المشروع.

## لمحة عامة
اقتُرحت الفكرة الأصلية لمشروع إلوسترِس من قِبل مارك فوغلسبيرغر كأول تطبيق واسع النطاق لتشكّل المجرات لشيفرة فولكر سبرينغل الجديدة (أريبو)، وتُعد سلسلة إلوسترِس تي إن جي أحدث عمليات محاكاة هذا المشروع.
ويتضمن مشروع إلوسترِس عمليات محاكاة كونيّة لتطور الكون على نطاق واسع، تمتد من الظروف البدئية للانفجار العظيم وحتى الوقت الحاضر، بعد 13.8 بليون سنة منه، وتتم مقارنة التصاميم المبنية على أدق البيانات والحسابات المتوفرة حالياً مع الموجودات الحقيقة للكون المرصود، لاستيعاب طبيعة الكون بشكل أفضل، بما يتضمنه من تشكل المجرات، والمادة المظلمة والطاقة المظلمة.
وتشمل المحاكاة العديد من العمليات الفيزيائية التي يُعتقد بضرورتها لتشكل المجرات، كعملية تشكل النجوم، و(الارتجاع) اللاحق نتيجةً لانفجارات المستعر الأعظم، بالإضافة لتشكل الثقوب السوداء الفائقة، واستهلاكها للغاز المجاور، وأطوارها المتعددة للارتجاع الطاقي.
وتتوفر للعامة صورٌ، ومقاطع فيديو، وتصورات أخرى للبيانات على الصفحة الإعلامية الرسمية، ويمكن تحميل جميع ملفات البيانات الأصلية مباشرة من خلال الصفحة الإلكترونية التي تُنشر عليها البيانات.

### الجوانب الحاسوبية
لقد أُجريت محاكاة إلوسترِس الرئيسية على حاسوب كوري الفائق لدى اللجنة الفرنسية للطاقة الذرية والطاقات البديلة (CEA)، وحاسوب سوبر إم يو سي الفائق لدى مركز لايبنتز للحوسبة في ألمانيا،ref name="IP-20140614" /> واستغرق الأمر تشغيل وحدة المعالجة المركزية لـ19 مليون ساعة، باستخدام 8,192 نواة لهذه الوحدة،[1] وقد بلغت أقصى ذاكرة مُستخدمة حوالي 25 تيرابايت من ذاكرة الوصول العشوائي (RAM)،
```
كما تم تخزين مجموع من اللقطات قدره 136 طوال فترة المحاكاة، فوصل حجم البيانات التراكمي الإجمالي لما يزيد عن 230 تيرابيت.
[
12
]
```

واستُخدمت شيفرة تُدعى أريبو (بالإنكليزية: Arepo) ألّفها فولكر سبرينغل –مؤلف شيفرة غادجيت (GADGET) أيضاً– لتشغيل عمليات محاكاة إلوسترِس، واشتق اسم هذه الشيفرة من مربع ساتور للكلمات، وهي تَحلّ معادلتي الجاذبية وجريان الموائع المُقترنتين بواسطة تقطيع الفراغ بناءً على مخطط فورونوي متحرك، وهي مصممة خصيصاً للتشغيل على حواسيب فائقة ذات ذاكرة كبيرة موزّعة باستخدام مقاربة لواجهة تمرير الرسائل، من جهة أخرى كان مارك فوغلسبيرغر من طوّر النموذج الجوهري لتشكل المجرات لإلوسترِس وإلوسترِس تي إن جي.

### إطلاق البيانات للعامة
في نيسان/أبريل عام 2015 (أي بعد 11 شهراً من نشر البيانات الأولى) أطلق فريق المشروع جميع البيانات الناتجة عن كل عمليات المحاكاة للعامة، وتتضمن ملفات البيانات الأصلية التي يمكن تحميلها فهارسَ مجمّعة للهالات والهالات الصغيرة الفردية، وهياكل شجرة الدمج التي تتابع هذه العناصر عبر الزمن، وجميع لقطات البيانات الجسيمية عند 135 لحظة زمنية مختلفة، وفهارس متنوعة لبيانات تكميلية، وتسمح واجهة برمجة تطبيقاتٍ (API) خاصة بالمشروع على شبكة الإنترنت بتحميل مباشر للبيانات، بالإضافة إلى إنجاز العديد من مهام البحث الشائع واستخلاص البيانات دون الحاجة للدخول لمجموعات البيانات الكاملة.

## إلوسترِس تي إن جي
قُدّم إلوسترِس تي إن جي كجيل تالٍ لإلوسترِس لأول مر في تموز/يوليو عام 2017، وفيه طُوّر نموذج تجسيدي جديد يشمل الهيدروديناميكا المغناطيسية حالياً بالإضافة إلى سمات أخرى، وأُتيح التخطيط لثلاث عمليات محاكاة بأحجام مختلفة ودقة متباينة، وتتكافأ المحاكاة المتوسطة من بينها (تي إن جي 100) مع محاكاة إلوسترِس الأصلية.

## اقرأ أيضا
- توسع كوني
- انفجار عظيم